# 関中片
関中片は陝西省中部の関中盆地を中心に分布する中国語の方言で中原官話に属する。代表的なものに西安話がある。ここでも主に西安話について説明する。 
声調：普通話：西安話：漢字
陰平：55 ：21 ：天 tian
陽平：35 ：24 ：回 hui
上声：214：53 ：有 you
去声：51 ：44 ：面 mian
入声字は清音・次濁が陰平調になり、全濁は陽平調に変化した。
清音＝八,福,筆,各   次濁＝麦,月   全濁＝十,佛